# Mario Araya
Mario Enrique Araya Toledo (Chiguayante, Chile, 27 de septiembre de 1964) es un exfutbolista y entrenador chileno que jugaba de delantero.

## Trayectoria

### Como jugador
Oriundo de Chiguayante, dio sus primeros pasos como futbolista en las inferiores de Deportes Concepción, donde lo dirigió Rogelio "Churro" Múñoz, junto a jugadores como Danilo Figueroa y Lexter Lacroix, entre otros. Debutó en el primer equipo durante el torneo de Segunda División 1983, formando parte del plantel que logró el ascenso la temporada siguiente a la máxima categoría del fútbol chileno. Sin embargo, se mantuvo en la Segunda división defendiendo las camisetas de Deportes Puerto Montt, Ñublense y Provincial Osorno.
En 1988 regresa a Deportes Concepción, donde se mantuvo hasta 1989.Para la temporada siguiente, firmó con Cobresal, en donde no logró rendir de buena forma, y tuvo un accidente de auto que le quitó tiempo de juego.Para la temporada 1991 firma por Deportes Temuco de la Segunda División, logrando el ascenso a la primera División siendo dirigido por Luis Santibáñez. En la definición por el título, marcó uno de los goles con que el equipo albiverde venció por 2-0 a Huachipato.
Luego de que el club temuquense se reforzara de forma competitiva para el campeonato de 1992, terminó el año como suplente,por lo que tras una charla con el presidente del equipo Mauricio Gejman decidió rescindir su contrato, y firmar con Deportes Melipilla, que en 1993 se estrenaría en la división de oro del fútbol chileno. En el equipo melipillano tuvo una destacada campaña individual, peleando el cetro de goleador del campeonato de 1993, terminando segundo con 17 goles tras Marco Antonio Figueroa; sin embargo el equipo terminó descendiendo vía liguilla de promoción.
En 1994, y pese a tener ofertas desde el fútbol mexicano, terminó fichando por Deportes Antofagasta.Luego de una temporada,en 1995 da el saltó y firma con el campeón vigente del fútbol chileno Universidad de Chile;pero sólo participó en un partido de la Copa Chile 1995 debido a la competencia en su puesto con Marcelo Salas, Rodrigo Goldberg, Juan Carlos Ibáñez y Marcelo Jara.Ese mismo año firma con Audax Italiano de la Segunda División en búsqueda de minutos, logrando marcar 10 goles en la campaña que se coronó con el ascenso a la Primera División.
En 1996 firma para Deportes La Serena de la Primera B (ex Segunda División), en donde nuevamente forma parte del equipo campeón de la categoría.Para la temporada siguiente, es Deportes Iquique quien contrata sus servicios, logrando otro ascenso, esta vez como campeón del Clausura 97.Tras la temporada 1998 en Deportes Arica, se retira del fútbol profesional.

### Como entrenador
Durante 2010, dirigió a Lota Schwager en la Primera B. Entre 2017 y 2018, tuvo un paso por la dirección técnica de República Independiente de Huaiqui.

## Clubes

### Como jugador
| Club                  | País  | Año       |
| --------------------- | ----- | --------- |
| Deportes Concepción   | Chile | 1983-1985 |
| Deportes Puerto Montt | Chile | 1986      |
| Ñublense              | Chile | 1986      |
| Provincial Osorno     | Chile | 1987      |
| Deportes Concepción   | Chile | 1988-1989 |
| Cobresal              | Chile | 1990      |
| Deportes Temuco       | Chile | 1991-1992 |
| Deportes Melipilla    | Chile | 1993      |
| Deportes Antofagasta  | Chile | 1994      |
| Universidad de Chile  | Chile | 1995      |
| Audax Italiano        | Chile | 1995      |
| Deportes La Serena    | Chile | 1996      |
| Deportes Iquique      | Chile | 1997      |
| Deportes Arica        | Chile | 1998      |

### Como entrenador
| Club                               | País  | Año       |
| ---------------------------------- | ----- | --------- |
| Lota Schwager                      | Chile | 2010      |
| República Independiente de Hualqui | Chile | 2017-2018 |

## Palmarés

### Campeonatos nacionales
| Título    | Club               | País  | Año           |
| --------- | ------------------ | ----- | ------------- |
| Primera B | Deportes Temuco    | Chile | 1991          |
| Primera B | Deportes La Serena | Chile | 1996          |
| Primera B | Deportes Iquique   | Chile | Clausura 1997 |